# Summer Shade
Summer Shade – jednostka osadnicza w Stanach Zjednoczonych, w stanie Kentucky, w hrabstwie Metcalfe.